# Haliplus fulvicollis
Haliplus fulvicollis ist ein Käfer aus der Familie der Wassertreter (Haliplidae). 

## Merkmale
Die Käfer erreichen eine Körperlänge von 2,3 bis 2,6 Millimetern und besitzen eine rostrote oder braunrote Färbung. Der Halsschild besitzt beidseits der Mitte basal ein eingeritztes Längsstrichelchen. Diese Strichel sind kurz, gerade, verlaufen parallel zum Seitenrand und reichen nicht zur Mitte des Halsschildes. Die feine Punktreihe neben der schwärzlichen Flügeldeckennaht ist gleich kräftig ausgebildet wie die übrigen feinen Punktreihen. Die Fühler, der Halsschild und die Beine sind gelb, die Deckflügel sind mit mehreren schwärzlichen queren Flecken versehen. Die Zeichnung entspricht der von Haliplus variegatus

## Vorkommen und Lebensweise
Die Art ist in Nord- und Mitteleuropa sowie auf der Balkanhalbinsel verbreitet. Sie ist in Mitteleuropa überall verbreitet, aber selten bis sehr selten. Die Tiere leben bevorzugt in Gewässern mit Mooruntergrund. 